# 판텔리스 카페타노스
판텔리스 카페타노스(그리스어: Παντελής Καπετάνος, 1983년 6월 8일, 서 마케도니아 주 프톨레마이다 ~)는 그리스의 전직 프로 축구 선수로, 현역 시절 스트라이커로 활약했으며, 머리로 득점에 일가견이 있으며 막판 극장골을 수 차례 넣은 것으로 유명한데, 그는 골을 자축할 때 이마를 팔뚝으로 가리곤 했다.

## 클럽 경력

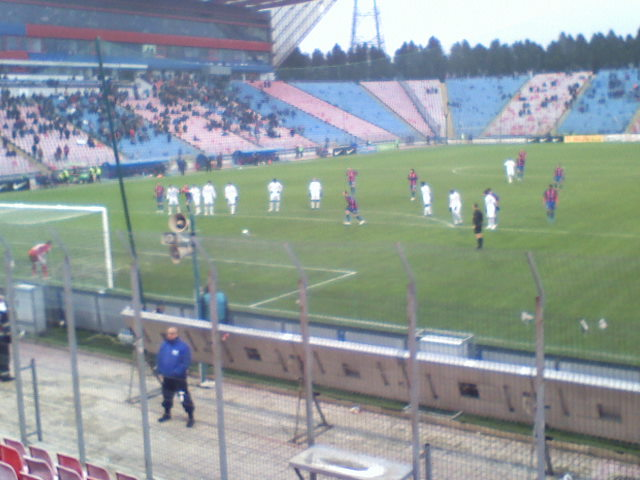
아르게슈 국제 구장에서 페널티 킥을 찰 준비하는 카페타노스

카페타노스는 자국 그리스 무대에서 코자니, 이라클리스, 그리고 AEK를 거쳐 경험을 쌓았는데, 후자의 구단 경우 챔피언스리그에도 출전했다.

### 스테아우아 부쿠레슈티
2008년 7월, 그는 자유 이적으로 스테아우아 부쿠레슈티에 1년 계약을 맺고 입단했다. 카페타노스는 스테아우아 1년차에 보그단 스탄쿠와 함께 11골로 구단 내 득점 1위를 차지했다.  스테아우아는 그와 계약을 2년 연장했고, 2009-10 시즌에는 리가 I에서 15골, 모든 대회를 통틀어 19골을 넣으며 구단의 득점 1위에 이름을 올렸다.
2011년 1월, 그는 높은 급여를 줄 사정이 되지 않는 스테아우아와 계약을 해지했다.

### CFR 클루지
비록 스테아우아는 카페타노스를 자유 이적으로 떠나도록 했지만, 또다른 리가 I 구단과의 계약을 원치 않았다. 그는 2011년에 CFR 클루지와 3년 반 계약을 맺고 이적했다.
앞서 반월판 파열로 수술을 받아야 했던 그는 CFR 클루지 입단 후 몇 달을 결장해야 했다. 카페타노스는 2011-12 시즌 들어 상황이 나아졌는데, 12골을 기록해 CFR 클루지의 5년 만이자 통산 3번째 우승을 선사했다.
2012년 7월 14일, 카페타노스는 연장전 막판에 득점하여 디나모 부쿠레슈티와의 수페르쿠파 로므니에이 연장전을 동점으로 끝냈다. CFR 클루지는 승부차기에서 패해 디나모에게 우승을 내주었다.

### 스테아우아 부쿠레슈티 복귀
2013년 9월 3일, 스테아우아 부쿠레슈티는 CFR 클루지와 판텔리스 카페타노스 영입에 합의를 보았다고 발표했다.

### 스코다 크산티
2014년 7월 11일, 카페타노스는 스코다 크산티로 자유 이적하여 2년 계약을 체결하면서 6년 만에 그리스 무대로 복귀했다.
카페타노스는 그리스 컵 결승전에서 후보로 대기했고, 87분에 근거리에서 스코다 크산티의 만회골을 기록했다.

### 베리아
크산티를 계약 만료로 떠난 카페타노스는 베리아와 1년 계약을 맺었다. 그는 베리아의 강등으로 구단을 떠났다.
베리아에서 6개월을 보낸 카페타노스는 2017년 1월에 베리아를 떠났다. 2018년 7월, 그가 이라클리스로 입단할 것이라는 소문이 돌았지만 성사되지 않았다.

## 국가대표팀 경력
카페타노스는 세네갈과의 국가대표팀 친선전을 앞두고 그리스 국가대표팀에 처음 차출되었다. 그는 2010년 월드컵에서 자국 대표팀 선수 명단에 이름을 올렸고, 대한민국과의 조별 리그 경기에서 월드컵 첫 경기를 치렀다.

## 사생활
그는 카라이스카키스에서 활약한 코스타스 카페타노스의 형이다. 그는 같은 그리스인인 포티니 두갈리를 배우자로 맞이하여 슬하에 3명의 자식을 두었다.

## 경력 통계

### 클럽
2017년 4월 23일 기준
| 구단                  | 시즌      | 리그 | 리그 | 컵   | 컵 | 유럽 | 유럽 | 합계 | 합계 |
| 구단                  | 시즌      | 출장 | 골   | 출장 | 골 | 출장 | 골   | 출장 | 골   |
| --------------------- | --------- | ---- | ---- | ---- | -- | ---- | ---- | ---- | ---- |
| 코자니                | 1999–00   | 8    | 2    | 1    | 0  | 0    | 0    | 9    | 2    |
| 코자니                | 2000–01   | 24   | 5    | 2    | 1  | 0    | 0    | 26   | 6    |
| 코자니                | 2001–02   | 22   | 4    | 1    | 0  | 0    | 0    | 23   | 4    |
| 코자니                | 합계      | 54   | 11   | 4    | 1  | 0    | 0    | 58   | 12   |
| 이라클리스            | 2002–03   | 22   | 5    | 2    | 1  | 1    | 0    | 25   | 6    |
| 이라클리스            | 2003–04   | 21   | 1    | 3    | 0  | 0    | 0    | 24   | 1    |
| 이라클리스            | 2004–05   | 18   | 3    | 2    | 1  | 0    | 0    | 20   | 4    |
| 이라클리스            | 2005–06   | 14   | 1    | 1    | 0  | 0    | 0    | 15   | 1    |
| 이라클리스            | 합계      | 75   | 10   | 8    | 2  | 1    | 0    | 85   | 12   |
| AEK                   | 2005–06   | 9    | 1    | 1    | 0  | 0    | 0    | 10   | 1    |
| AEK                   | 2006–07   | 15   | 3    | 2    | 1  | 8    | 1    | 25   | 5    |
| AEK                   | 2007–08   | 2    | 0    | 0    | 0  | 0    | 0    | 2    | 0    |
| AEK                   | 합계      | 26   | 4    | 3    | 1  | 8    | 1    | 37   | 6    |
| 스테아우아 부쿠레슈티 | 2008–09   | 23   | 11   | 3    | 1  | 4    | 0    | 30   | 12   |
| 스테아우아 부쿠레슈티 | 2009–10   | 30   | 15   | 2    | 2  | 8    | 2    | 38   | 19   |
| 스테아우아 부쿠레슈티 | 2010–11   | 14   | 1    | 2    | 0  | 3    | 1    | 17   | 2    |
| 스테아우아 부쿠레슈티 | 합계      | 67   | 27   | 7    | 3  | 15   | 3    | 87   | 33   |
| CFR 클루지            | 2010–11   | 2    | 0    | 0    | 0  | 0    | 0    | 2    | 0    |
| CFR 클루지            | 2011–12   | 28   | 12   | 1    | 0  | 0    | 0    | 29   | 12   |
| CFR 클루지            | 2012–13   | 20   | 6    | 2    | 1  | 11   | 3    | 33   | 10   |
| CFR 클루지            | 2013–14   | 3    | 0    | 1    | 0  | 0    | 0    | 4    | 0    |
| CFR 클루지            | 합계      | 53   | 18   | 4    | 1  | 11   | 3    | 68   | 22   |
| 스테아우아 부쿠레슈티 | 2013–14   | 8    | 3    | 2    | 2  | 5    | 0    | 15   | 5    |
| 스테아우아 부쿠레슈티 | 합계      | 8    | 3    | 2    | 2  | 5    | 0    | 15   | 5    |
| 스코다 크산티         | 2014–15   | 31   | 11   | 10   | 1  | 0    | 0    | 41   | 12   |
| 스코다 크산티         | 2015–16   | 27   | 2    | 2    | 1  | 0    | 0    | 29   | 3    |
| 스코다 크산티         | 합계      | 58   | 13   | 12   | 2  | 0    | 0    | 70   | 15   |
| 베리아                | 2016–17   | 24   | 6    | 0    | 0  | 0    | 0    | 24   | 6    |
| 베리아                | 합계      | 24   | 6    | 0    | 0  | 0    | 0    | 24   | 6    |
| 경력 합계             | 경력 합계 | 362  | 92   | 40   | 12 | 40   | 7    | 442  | 111  |

## 수상
스테아우아 부쿠레슈티
- 리가 I: 2013–14
- 쿠파 로므니에이: 2010–11

CFR 클루지
- 리가 I: 2011–12